# カーボベルデ・フランス軍
カーボベルデ・フランス軍（フランス語：Forces françaises du Cap-Vert、略称：FFCV）は、1974年3月29日にセネガル共和国との間で交わされた防衛協定に基づきフランス共和国が現地に駐留させているフランス軍。本駐留軍はポルトガル語圏のカーボベルデ（ヴェルデ岬）が名称に与えられているが、カーボベルデ共和国には部隊を駐留させていない。統合司令部はダカールにある。

## 編成
カーボベルデ駐留フランス軍は海外フランス軍司令官（COMFOR）の責任下に置かれ、司令官はフランス統合参謀総長の直轄下にある。陸海空の三軍将兵は約1,200人、この他に文民職員やセネガル人技術者から成っており、フランス軍のアフリカ大陸における事前配置戦力の一角を形成し西アフリカにおける各種作戦の支援拠点となっている。
海外フランス軍司令官は常設および臨時統合部隊を指揮下において訓練を施し介入能力を維持し、主に国際的な軍事作戦やその準備、後方支援などにあたる。

### 陸軍部隊
陸軍からは1個機械化歩兵大隊が駐屯しており、所属中隊は4ヶ月毎に本土の部隊と交代している。
- 第23海兵歩兵大隊　在ダカール、ベル＝エアー（Bel-Air）

### 海軍部隊
フュージリア海兵作戦コマンドから通信施設警備のためにリュフィスクに部隊を4ヶ月毎の交代で駐屯させている。
- ダカール港海軍兵器庫
- 戦車歩兵揚陸舟艇「L 9051 サブル（Sabre）」（EDIC、2011年にセネガル海軍へ移管[1]）

### 空軍部隊
空軍は第160ダカール＝ウアカム空軍基地（レオポール・セダール・サンゴール国際空港）を設置している。海上哨戒機は偵察と捜索救難任務にあてられている。また、空軍小銃中隊が基地警備のために4が月毎に交代派遣されている。

### 国家憲兵隊部隊
カーボベルデ駐留軍付の国家憲兵隊幹部班（brigade de gendarmerie prévôtale）がある。

### 統合部隊・機関
- 海外軍警察局
- ダカール防衛施設基盤局
- 防衛情報ネットワーク・システム基盤局（ウアカムとリュフィスクに所在）
- 衛生業務局

## 任務
カーボベルデ駐留フランス軍は統合任務部隊を用いて、セネガルとの防衛協定に基づき主にセネガル軍との軍事協力や西アフリカ諸国との間で各種活動に従事し、特にセネガルが外敵からの攻撃に曝された場合は共同で防衛に当たる。軍民協力、陸上と海上での共同による捜索救難、西アフリカ諸国経済共同体による西アフリカ待機旅団司令部に対する指揮支援、これに参加している数カ国軍に対しての幕僚訓練を実施している。
2002年9月のコートジボワール内戦勃発による在留フランス人救出のために実施されたリコネル作戦ではC-160戦術輸送機の輸送支援やアトランティック哨戒機による臨時監視活動、歩兵と軽装甲車部隊の警戒配置、練習艇「A 752 ゲパール（Guépard）」の展開、セネガル派遣部隊のために事前集積資器材の提供などを実行している。
欧州水陸両用戦イニシアチブに基づき2010年後期から実施されたエメラルド機動（Emerald Move）ではヨーロッパからセネガル沖に展開する旅団規模戦略機動演習に参加している。